# Ulamertorsuaq (Berg)
Der Ulamertorsuaq ist ein grönländischer Berg im Distrikt Nanortalik in der Kommune Kujalleq.

## Lage
Der Berg befindet sich am Ufer des Tasermiut Kangerluat etwa 30 km nordöstlich von Tasiusaq und 50 km nordöstlich von Nanortalik. Im Süden trennt das Tal Qoorormiut Kangilliit den Berg vom Nachbarn Suikkassuaq, im Norden und Osten verläuft das große Tal mit dem Fluss Tasermiutsiap Kuua, nördlich davon liegt der Berg Uiluit Qaqqaat.

## Besteigung
Der Ulamertorsuaq ist vor allem für seinen 2010 m hohen östlichen Gipfel bekannt, der auf Dänisch den Namen Ketil trägt. Dieser Name ist unter Bergsteigern verbreitet, während der Name Ulamertorsuaq stattdessen für den benachbarten Suikkassuaq verwendet wird.
Südwestlich, südöstlich und östlich des Berges sind kleinere Firnfelder zu finden, der Ketil selbst weist aufgrund seiner steilen Felswände keine Vergletscherung auf.[Beleg?] Der Ketil wird von Kletterern wegen seines festen Granitgesteins geschätzt. 1974 wurde er von einer Seilschaft aus Lienz erstbestiegen, wobei die Route (UIAA V-VI) über die Nordwest- in die Südwand führte. Heute wird die Südwand seltener begangen, es gibt aber drei verschiedene Routen mit Schwierigkeiten bis 7a A1.
Heute gilt insbesondere die zwischen 1200 und 1450 Meter hohe Westwand als besonders herausfordernde Bigwall und ist mittlerweile durch vier Routen mit Schwierigkeiten bis 5.12 auf der amerikanischen Skala erschlossen. Möglicherweise gibt es aber mehr gekletterte Linien als dokumentiert, da manche Kletterer fordern, in den Granitbergen Südgrönlands auf exakte Routenbeschreibungen zu verzichten, um auch hier auch weiterhin selbständiges Entdecken eigener Routen zu ermöglichen. Die Ost- und die Nordwand des Ketil sind jedoch vermutlich noch unbestiegen, da sie wegen gefährlicher Schneefelder und starken Flechtenbewuchses weniger attraktiv sind. Auch die zwei Nebengipfel des Ketil, Pyramid und Pingasut, sind beliebte Kletterziele.[Beleg?]